# Piotr Skrobowski
Piotr Skrobowski (født 16. oktober 1961 i Kraków, Polen) er en tidligere polsk fodboldspiller (forsvarer).
Skrobowski spillede størstedelen af sin karriere i hjemlandet, hvor han blandt andet var tilknyttet Wisła Kraków og Lech Poznań. Han sluttede karrieren af med et udlandsophold hos Hammarby IF i Sverige.
Han spillede desuden 15 kampe for det polske landshold. Han var med til at vinde bronze ved VM i 1982 i Spanien, men kom dog ikke på banen i turneringen.